# Bauskotten
Der Bauskotten, teils auch als Eschbacher Kotten bezeichnet, ist ein ehemaliger Schleifkotten im Stadtteil Wald der bergischen Großstadt Solingen.

## Geographie
Der Bauskotten befindet sich am Nümmener Bach kurz vor dessen Zusammenfluss mit dem Holzer Bach und der Itter nahe der Hofschaft Eschbach im Norden Walds. Unmittelbar benachbart liegen die Bausmühle und der Zieleskotten. Im Norden liegen Itterbruch und Holz, im Süden Buckert und im Westen befindet sich Lindersberg.

## Etymologie
Die Bauskotten ist ein Schleifkotten der Besitzerfamilie Baus. Namensgeber war im Jahre 1652 der Eschbacher Erbgutbesitzer Peter Baus.

## Geschichte
Der Eschbacher Erbgutbesitzer Peter Baus errichtete im Jahre 1652 auf seinem Grund im Südwesten der Hofschaft Eschbach am Ufer des Nümmener Bachs den Bauskotten. Dieser wurde am 29. Oktober 1652 in Betrieb genommen. Das ursprüngliche Kottengebäude befand sich östlich der heutigen Bausmühlenstraße. Für die Nutzung der Wasserkraft hatte der Eigentümer eine jährliche Abgabe von einem halben Goldgulden an den Landesherrn zu leisten.
In dem Kartenwerk Topographia Ducatus Montani von Erich Philipp Ploennies, Blatt Amt Solingen, aus dem Jahre 1715 ist der Kotten noch ohne Namen verzeichnet. Er gehörte zur Honschaft Itter innerhalb des Amtes Solingen. Die Topographische Aufnahme der Rheinlande von 1824 und die Preußische Uraufnahme von 1844 zeigen den Kotten ebenfalls unbeschriftet.
Nach Gründung der Mairien und späteren Bürgermeistereien Anfang des 19. Jahrhunderts gehörte der Bauskotten zur  Bürgermeisterei Wald. 1815/16 wie auch 1830 lebten vier Menschen im als Schleifmühle oder Kotten bezeichneten Bauskotten. 1832 war der Ort Teil der Ersten Dorfhonschaft innerhalb der Bürgermeisterei Wald, dort lag er in der Flur II. (Holz). Der nach der Statistik und Topographie des Regierungsbezirks Düsseldorf als Hofstadt kategorisierte Ort besaß zu dieser Zeit zwei Wohnhäuser, eine Mühle bzw. Fabrikationsstätte und zwei landwirtschaftliche Gebäude. Zu dieser Zeit lebten acht Einwohner im Ort, davon einer katholischen und sieben evangelischen Bekenntnisses. Die Gemeinde- und Gutbezirksstatistik der Rheinprovinz führt den Ort 1871 mit zwei Wohnhäusern und acht Einwohnern auf. Im Gemeindelexikon für die Provinz Rheinland von 1888 werden für Bauskotten ein Wohnhaus mit zehn Einwohnern angegeben. 1895 besitzt der Ortsteil ein Wohnhaus mit fünf Einwohnern, 1905 werden drei Wohnhäuser und 18 Einwohner angegeben.
Nach dem Tode des letzten Schleifers aus der Familie Baus vor 1898 wurde der ursprüngliche Kotten niedergelegt. Ein neues Gebäude wurde im Jahre 1898 westlich der heutigen Bausmühlenstraße errichtet, in dem eine Heftmacherei betrieben wurde. Dieser neue Bauskotten wurde schließlich 1935/1936 außer Betrieb genommen. Das Gebäude steht heute noch und hat die Adresse Bausmühlenstraße 93.
Mit der Städtevereinigung zu Groß-Solingen im Jahre 1929 wurde der Bauskotten ein Teil Solingens. In dem Neubaugebiet westlich der Fuhr, das ab Mitte der 1990er Jahre entstand, trägt seither eine Seitenstraße in Erinnerung an den Bauskotten dessen Namen.